# Alphabet espagnol
La langue espagnole utilise 27 lettres, soit les 26 lettres de l'alphabet latin plus la lettre ñ, prononcée eñe en espagnol. Chaque lettre possède un seul nom officiel de genre féminin, tel que  recommandé par la Real Academia Espanola en collaboration avec les autres académies des différents pays hispanophones, même si des dénominations concurrentes traditionnelles sont encore en usage dans certaines régions.

## Alphabet
| Majuscules       | A   | B                               | C        | D   | E   | F   | G        | H          | I   | J    | L   | M   | N        |
| Minuscules       | a   | b                               | c        | d   | e   | f   | g        | h          | i   | j    | l   | m   | n        |
| ---------------- | --- | ------------------------------- | -------- | --- | --- | --- | -------- | ---------- | --- | ---- | --- | --- | -------- |
| Nom de la lettre | a   | be, (Aussi : be larga, be alta) | ce       | de  | e   | efe | ge       | hache      | i   | jota | ele | eme | ene      |
| Phonème(s)       | /a/ | /b/                             | /k/, /θ/ | /d/ | /e/ | /f/ | /ɡ/, /x/ | silencieux | /i/ | /x/  | /l/ | /m/ | /n/, /m/ |

| Majuscules       | Ñ   | O   | P   | Q   | R        | S   | T   | U        | V                                    | X         | Y             | Z    |
| Minuscules       | ñ   | o   | p   | q   | r        | s   | t   | u        | v                                    | x         | y             | z    |
| ---------------- | --- | --- | --- | --- | -------- | --- | --- | -------- | ------------------------------------ | --------- | ------------- | ---- |
| Nom de la lettre | eñe | o   | pe  | cu  | erre     | ese | te  | u        | uve, ve, ve corta, ve baja, ve chica | equis     | ye, i griega  | zeta |
| Phonème(s)       | /ɲ/ | /o/ | /p/ | /k/ | /ɾ/, /r/ | /s/ | /t/ | /u/, /w/ | /b/                                  | /ks/, /s/ | /ʝ/, /i/, /j/ | /θ/  |

### K et W
Les lettres k et w ne font pas partie de ce tableau car elles n'apparaissent que dans des emprunts tels karate, kilo, waterpolo et wolframita ainsi que dans des orthographes déviantes destinées à attirer l'attention.

### Digrammes
Il y a cinq digraphes : ch (che ou c hache), ll (elle ou doble l), rr (doble erre), gu (ge u) et qu (cu u). Les digraphes ch et ll ont été considérées comme des lettres simples de 1754 à 2010 et avaient donc une entrée séparée dans les dictionnaires. En 1994, donnant suite à la demande de l'Unesco et de diverses organisations internationales, le dixième congrès de l'association des académies de langue espagnole prit la décision de ne plus faire du ch et du ll des lettres distinctes. Depuis, dans les dictionnaires modernes, le mot chico est placé entre les mots centro et ciudad au lieu d'apparaître dans une entrée séparée du dictionnaire regroupant les mots en ch. Il est à noter que, même sous leur ancien statut de lettres unitaires, ces deux digraphes suivaient les règles habituelles de mise en majuscules (Llamar plutôt que LLamar , Chico plutôt que CHico).

### Fréquence d’utilisation des lettres
La fréquence des lettres dans les textes est la suivante : E A O S R N I D L C T U M P B G V Y Q H F Z J Ñ X W K. Les voyelles forment environ 45% du texte.

### Autres dénominations

#### B et V
Les lettres b et v se prononcent de la même manière. En ancien espagnol, elles représentaient sans doute des sons différents, mais ceux-ci ont fusionné. Leur nom habituel est be et uve. Mexicains et Péruviens disent généralement be grande pour b, b chica pour v. Argentins, Uruguayens et Chiliens diront plutôt be larga / corta. Parfois on distingue à l'aide d'un mot : b de burro, v de vaca, b de Bolivar, v de Venezuela.

#### W
Sans les pays hispanophones d'Amérique, le w est parfois appelé ve, ve doble ou doble uve. En Colombie et au Mexique, cette lettre est souvent appelée doble u par imitation de l'anglais. En Espagne, cette lettre est appelée uve doble.

#### Y
La dénomination la plus commune en Espagne est i griega tandis qu'en Amérique elle est plus couramment nommée ye afin de n'avoir à utiliser qu'un seul mot. Ce nom est recommandé depuis la réforme de l'orthographe de 2010.

## Ponctuation
À la différence du français qui ne met les points d'interrogation et d'exclamation qu'en fin de phrase, l'espagnol les place également en début de phrase, en utilisant les points d'interrogation et d'exclamation culbutés : ¿Vas a venir mañana? ¡Esto es muy fácil! 

## Accent
Un accent aigu est placé sur les voyelles á é í ó ú pour marquer une syllabe sur laquelle porte l'accent tonique, par exemple huérfano, Pérez, país, cayó.
Cet accent sert aussi à différencier des homophones tels :
- si (si de condition) et sí (affirmation)
- de (de préposition) et dé (donne, subjonctif présent de dar)
- el (article masculin singulier) 	et él (lui, pronom personnel)
- mas (mais conjonction) et	más (plus)
- mi (mon/ma) et mí (à moi)
- se (réfléchi 3e personne) et sé (je sais ou sois, forme impérative de ser)
- te (à toi) et	té (le thé)
- tu (ton) et tú (toi)

Les autres diacritiques sont le tilde sur la lettre ñ (qui est vue  comme distincte du n) et le tréma pour marquer la diérèse dans des mots comme bilingüe dans lequel le u est prononcé w.